# Rivière Noire (vattendrag i Kanada, Québec, lat 45,10, long -73,76)
Rivière Noire är ett vattendrag i Kanada.   Det ligger i provinsen Québec, i den sydöstra delen av landet, 160 km öster om huvudstaden Ottawa.
Omgivningarna runt Rivière Noire är en mosaik av jordbruksmark och naturlig växtlighet. Runt Rivière Noire är det glesbefolkat, med 9 invånare per kvadratkilometer.